# Richard O'Connor

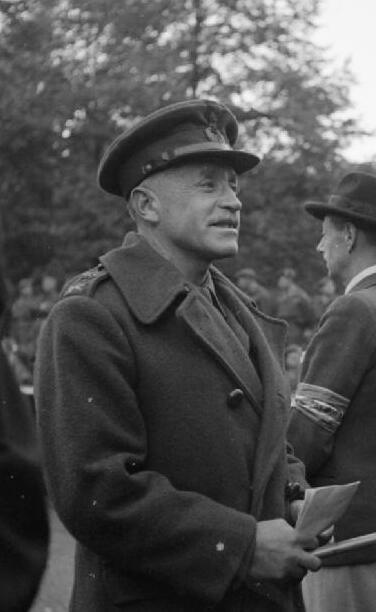

Sir Richard Nugent O'Connor, född 21 augusti 1889 i Srinagar, Indien, död 17 juni 1981 i London, England, var en brittisk general. Under början av andra världskriget var han befälhavare för Western Desert Force som var posterad i Egypten. Han kom att tas till fånga den 6 april 1941 av en tysk patrull då han färdades i en bil genom öknen tillsammans med generallöjtnant Sir Philip Neame. Tiden som krigsfånge tillbringades i Italien där han slutligen lyckades fly i samband med den Italienska kapitulationen. 